# Hibana taboga
Hibana taboga är en spindelart som beskrevs av Antonio D. Brescovit 1991. Hibana taboga ingår i släktet Hibana och familjen spökspindlar.
Artens utbredningsområde är Panama. Inga underarter finns listade i Catalogue of Life.